# Jongerenklassement
Het jongerenklassement in de wielersport werkt hetzelfde als het algemeen klassement met dat verschil dat alleen renners onder een bepaalde leeftijd in aanmerking komen. Het is dus een tijdsklassement. De beste geklasseerde jongere in het algemeen klassement wint dan het jongerenklassement. Meestal geldt dat renners onder de 23 of 25 strijden om het jongerenklassement.
De leider in het jongerenklassement krijgt vaak een witte trui uitgereikt. Dit is onder andere het geval bij de drie bekendste jongerenklassementen, te weten:
- Het jongerenklassement van de Ronde van Frankrijk
- Het jongerenklassement van de Ronde van Italië
- Het jongerenklassement van de Ronde van Spanje

Ook in Parijs-Nice, Tirreno-Adriatico, Ronde van Romandië, Critérium du Dauphiné, Internationaal Wegcriterium, Ronde van België, Ronde van Beieren en de Ronde van Californië draagt de leider in het jongerenklassement een witte trui. Afwijkend gekleurde truien vindt men in de Tour Down Under (zwart), Ronde van Portugal (oranje) en Ronde van Utah (lichtblauw).
Niet alle meerdaagse wielerwedstrijden rijken een trui uit aan de leider in het jongerenklassement. In de Ronde van Spanje bijvoorbeeld was de witte trui voor de leider in het combinatieklassement; de leider in het jongerenklassement kreeg een rood rugnummer. Sinds 2019 is de trui in het jongerenklassement ook wit.
Algemeen klassement · Bergklassement · Combinatieklassement · Jongerenklassement · Ploegenklassement · Puntenklassement · Strijdlustklassement · Tussensprintklassement
 Blauwe trui ·   Bolletjestrui ·  Gele trui ·  Groene trui ·  Paarse trui ·  Rode trui ·  Roze trui ·  Witte trui ·  Zwarte trui ·  Regenboogtrui ·  Sterrentrui